# Otospermophilus variegatus
Otospermophilus variegatus är en däggdjursart som först beskrevs av Johann Christian Polycarp Erxleben 1777. Den ingår i släktet Otospermophilus och familjen ekorrar. IUCN kategoriserar arten globalt som livskraftig.

## Taxonomi
Arten har tidigare förts till släktet sislar (Spermophilus), men efter DNA-studier som visat att arterna i detta släkte var parafyletiska med avseende på präriehundar, släktet Ammospermophilus och murmeldjur, har det delats upp i flera släkten, bland annat Otospermophilus.
Catalogue of Life samt Wilson & Reeder (2005) skiljer mellan 8 underarter:
- Otospermophilus variegatus variegatus
- Otospermophilus variegatus buckleyi
- Otospermophilus variegatus couchii
- Otospermophilus variegatus grammurus
- Otospermophilus variegatus robustus
- Otospermophilus variegatus rupestris
- Otospermophilus variegatus tularosae
- Otospermophilus variegatus utah

## Beskrivning
Arten har en total längd av 47 till 50 cm inklusive en 19 till 23 cm lång, yvig svans. Vikten varierar mellan 450 och 875 g. Allmänt är hannar större än honor. Pälsen har på ovansidan en mörk brungrå färg med många ljusa prickar. På huvudet är håren bruna eller lite rosa. Påfallande är ljusa strimmor under och över ögonen.

## Ekologi
Denna sisel vistas i låglandet och i bergstrakter upp till 2 900 meter över havet. Habitatet utgörs av halvtorra områden med stenar och klippor. Arten besöker även människans samhällen.
Individerna bildar flockar eller kolonier och bland hannarna etableras en hierarki. De håller en kort vinterdvala och efteråt börjar parningstiden. Beroende på vinterns längd föds en eller två kullar per år. Dräktigheten varar 1 till 1,5 månader och en kull omfattar 1 till 7 ungar.
Otospermophilus variegatus äter främst växtdelar som nötter, frön, frukter, unga växtskott eller bär. I viss mån ingår gräshoppor, skalbaggar, daggmaskar och kalkonungar i födan.

## Utbredning
Utbredningsområdet omfattar sydvästra USA och Mexiko från östra Nevada, Utah och Colorado, i öster genom västra Texas samt i väster genom sydöstra Kalifornien till sydligaste Puebla.

## Bildgalleri

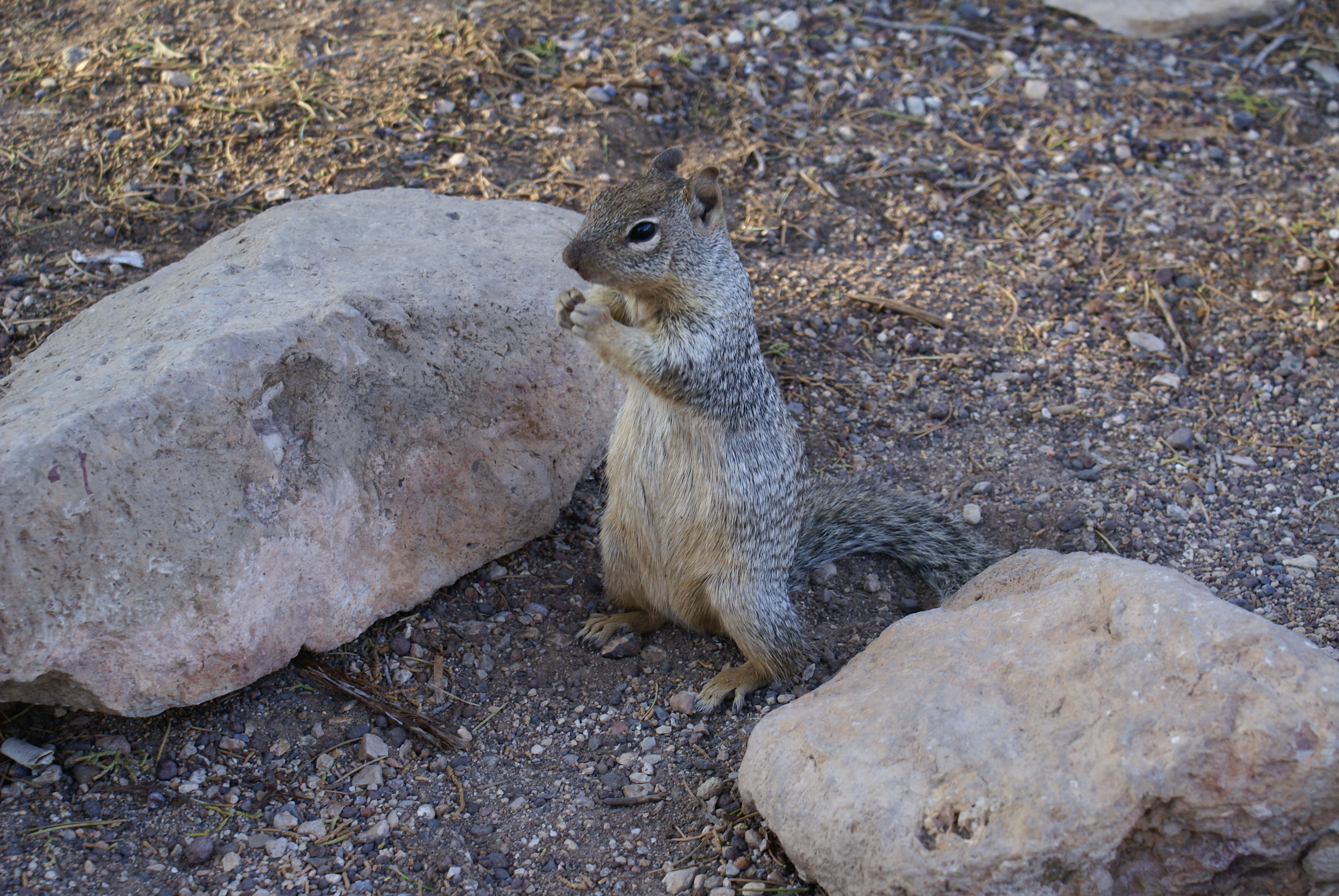
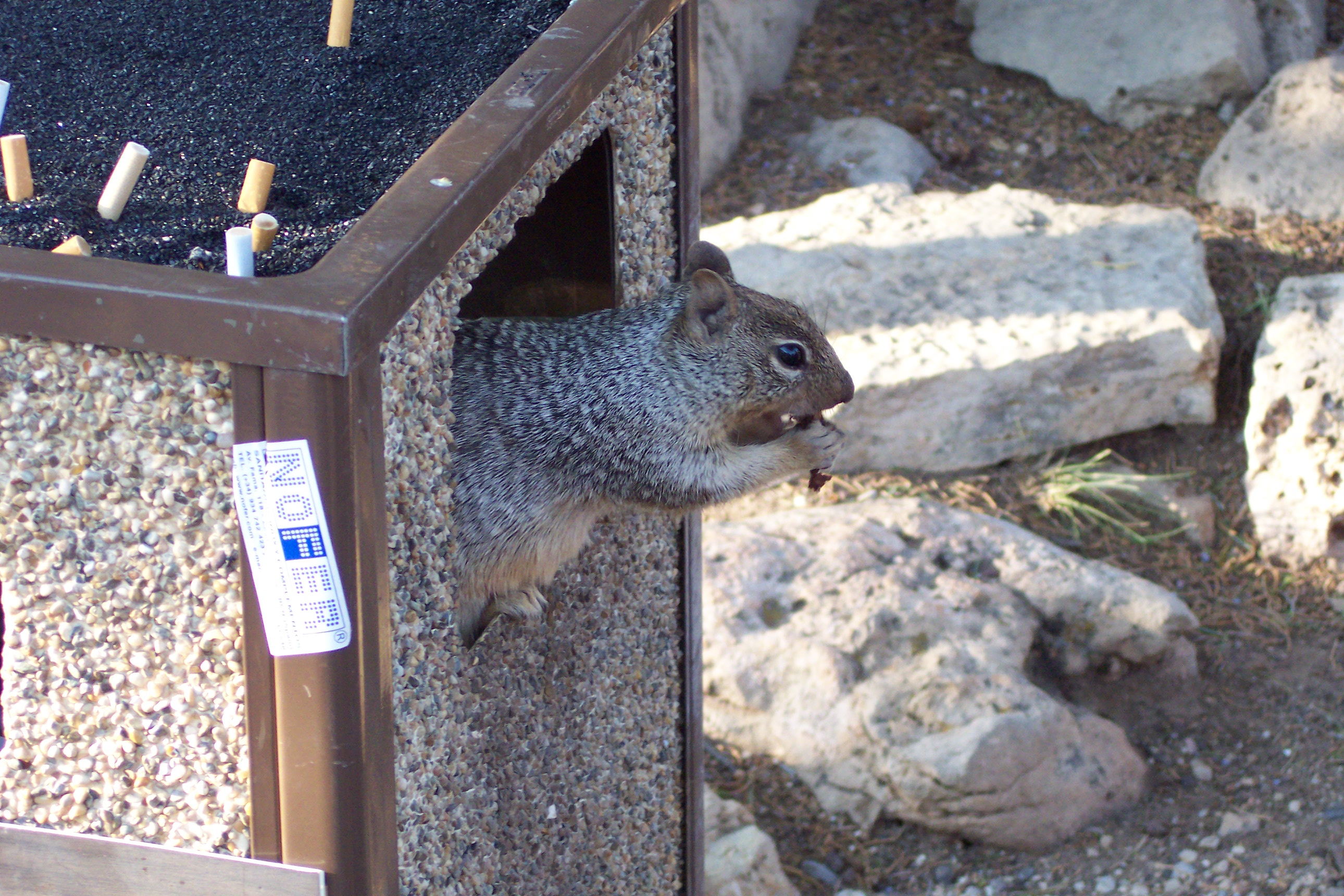
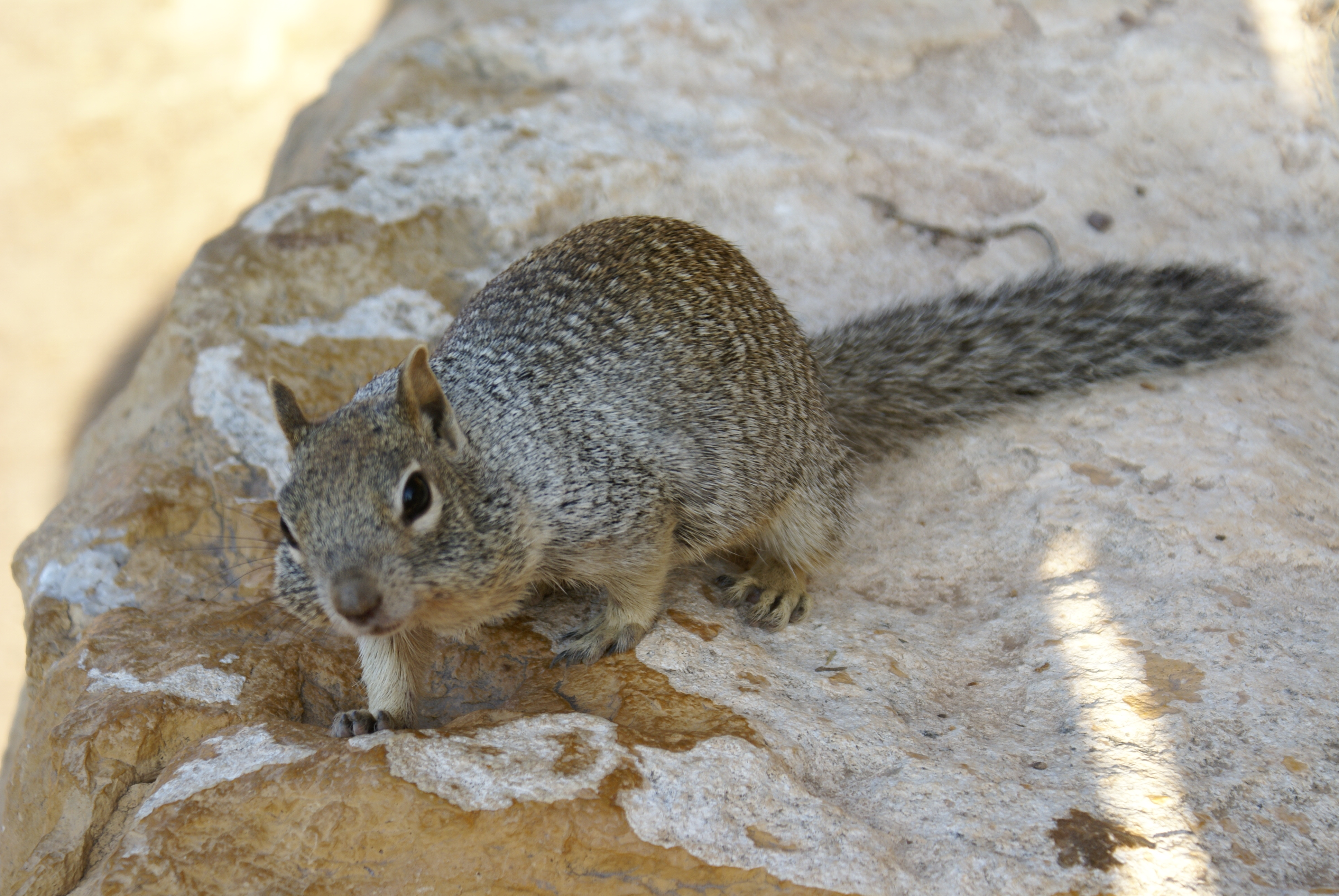
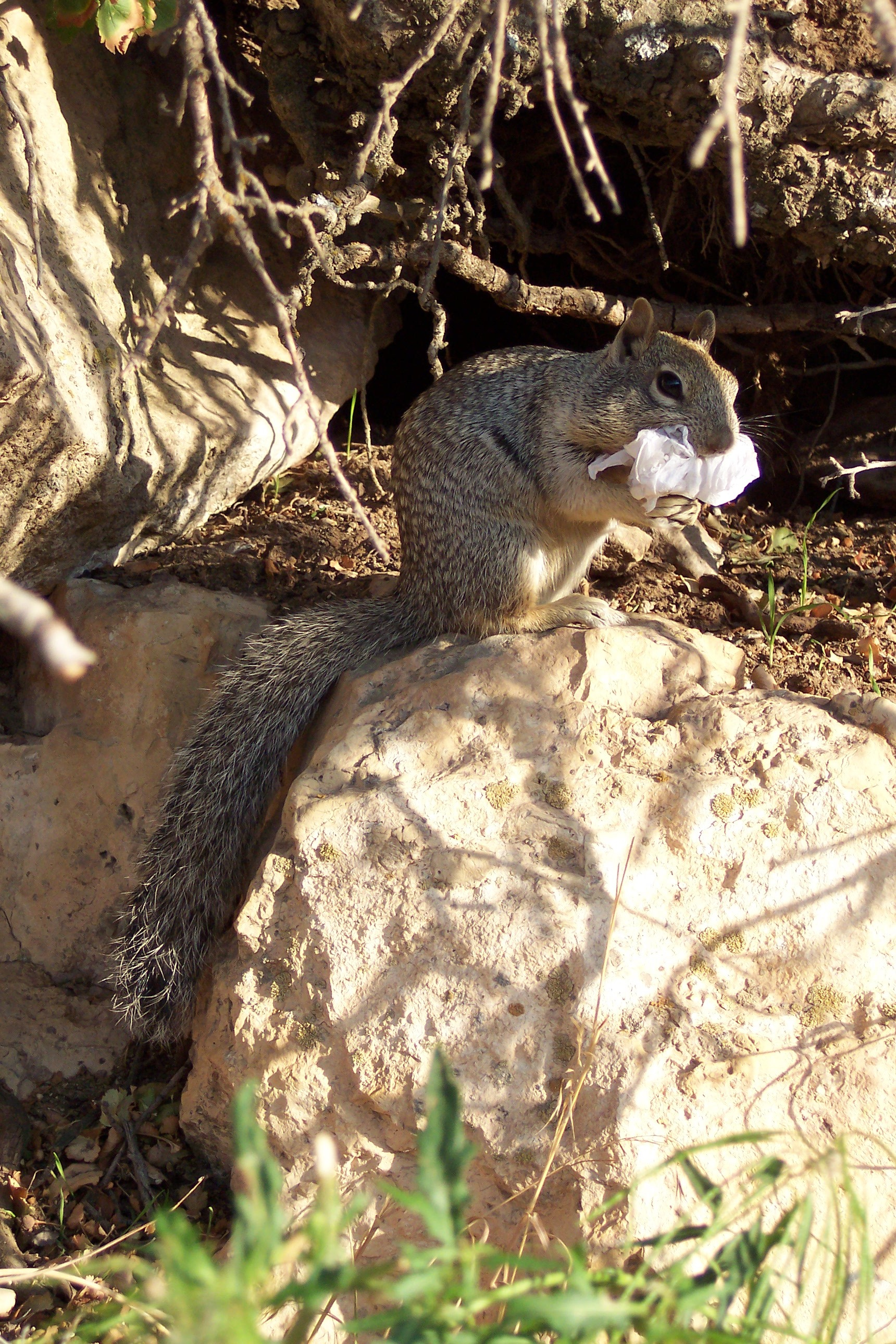
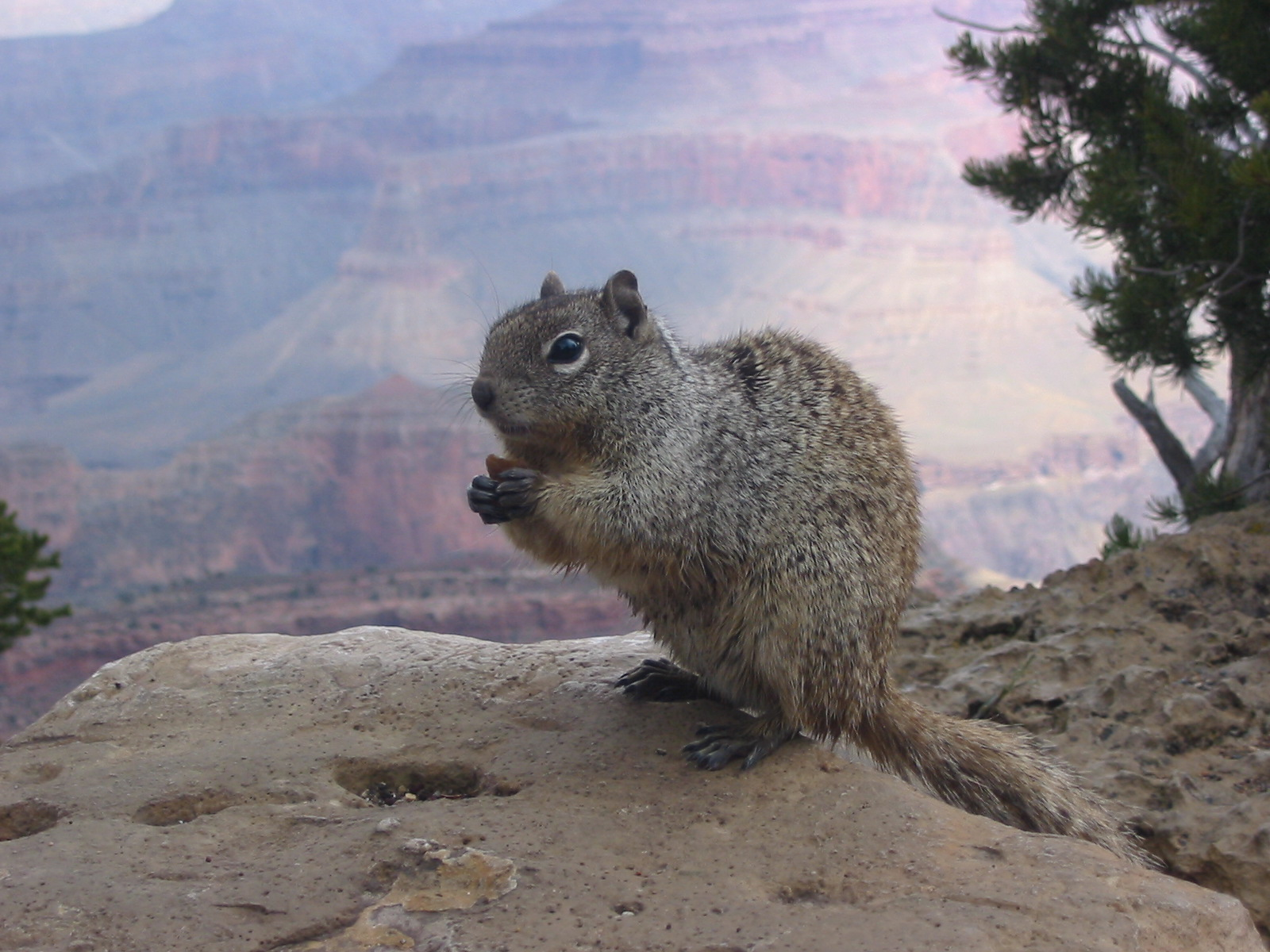